# The Goddess
The Goddess er Sebastians engelsksprogede debutalbum, oprindelig udgivet i 1971. Ved udgivelsen blev Sebastian forsøgt lanceret som "Det Syngende Postbud", men albummet blev ikke nogen succes. Først med Den store flugt fra 1972 slog Sebastian igennem for alvor.
I 1981 udsendtes opsamlingsalbummet First time around, der indeholdt det meste af The Goddess samt alle Sebastians øvrige engelsksprogede udgivelser fra 1970-1971. Den samme trackliste blev senere genbrugt til en cd-genudgivelse af The Goddess. Albummet er som de øvrige Sebastian-plader fra 1970'erne også genudgivet som en del af bokssættet Sangskatten vol. 1, denne gang med en helt tredje trackliste.

## Numre på originalalbummet

### Side 1
1. "The Hunt For Mr. Hyde" (2:35)
2. "Like A Tiger In A Trap" (3:46)
3. "Loving In A Garbage Can" (2:08)
4. "The Patient Lover" (3:06)
5. "Babe, I Can Carry Your Tombstone" (3:35)
6. "Love Until Dawn" (3:42)

### Side 2
1. "John Boy" (2:18)
2. "Sandie's Blues" (3:41)
3. "Tyrants" (2:40)
4. "Song To David" (2:22)
5. "The Goddess" (5:59)[1]

## First time around
Opsamlings-lp'en First time around blev udgivet på selskabet KMF i 1981. Den indeholdt alle numre fra The Goddess, undtagen "John Boy". Derudover inkluderede den Sebastians to første singler "Babe, I Can Carry Your Tombstone" / "I Won't Do It Mama" og "Rocking Chair Observation" / "Give Me A Little Peace" (begge 1970), samt numrene "Monkey" og "Time For Loving" fra ep'en Lossepladsen bløder (1971).

### Side 1
1. "Babe, I Can Carry Your Tombstone" (3:35)
2. "I Won't Do It Mama" (3:30)
3. "Rocking Chair Observation" (2:01)
4. "Give Me A Little Peace" (3:08)
5. "The Hunt For Mr. Hyde" (2:35)
6. "Like A Tiger In A Trap" (3:46)
7. "Loving In A Garbage Can" (2:08)
8. "The Patient Lover" (3:06)

### Side 2
1. "Monkey" (2:49)
2. "Time For Loving" (3:10)
3. "Sandie's Blues" (3:41)
4. "Love Until Dawn" (3:42)
5. "Tyrants" (2:40)
6. "Song To David" (2:22)
7. "The Goddess" (5:59)[4]

## Cd-genudgivelsen
The Goddess er efterfølgende genudgivet på cd af Sony med samme trackliste som First time around, men under navnet The Goddess.

## Versionen fraSangskatten vol. 1
En helt tredje trackliste blev anvendt i forbindelse med The Goddess' genudgivelse i cd'bokssættet Sangskatten vol. 1 fra 2007. Denne version medtager alle numrene fra originalalbummet, dvs. inkl. "John Boy", samt de øvrige engelsksprogede numre fra First time around, der her placeres til sidst på cd'en:
1. "The Hunt For Mr. Hyde" (2:47)
2. "Like A Tiger In A Trap" (3:52)
3. "Loving In The Garbage Can" (2:13)
4. "The Patient Lover" (3:09)
5. "John Boy" (1:52)
6. "Sandies Blues" (3:43)
7. "Love Until Dawn" (3:45)
8. "Tyrants" (2:56)
9. "Song To David" (2:24)
10. "The Goddess" (6:02)
11. "Babe, I Can Carry Your Tombstone" (3:36)
12. "I Won't Do It Mama" (3:29)
13. "Rocking Chair Observation" (2:02)
14. "Give Me A Little Peace" (3:07)
15. "Monkey" (2:49)
16. "Time For Loving" (3:09)[8]